# Melchitská archieparchie Petra a Filadelfie
Melchitská archieparchie Petra, Filadelfie a celého Zajordánska je archieparchie melchitské řeckokatolické církve, která je bezprostředně podřízena patriarchovi. Pod její jurisdikci spadají věřící melchitského ritu v Jordánsku.

## Historie
Archieparchie byla zřízena v roce 1932 papežem Piem XI.

## Seznam eparchů a archieparchů
- Paolo Salman (1932–1948 zemřel)
- Mikhayl Assaf (1948–1970 zemřel)
- Saba Youakim, B.S. (1970–1992 rezignoval)
- Georges El-Murr, B.C. (1992–2007 rezignoval)
- Yasser Ayyash (2007–2015 rezignoval, pak patriarchální vikář pro Jeruzalém)
  - Elie Haddad, B.S. (2015–2018, apoštolský administrátor)
- Joseph Gébara, od 20. února 2018